# انفجارات غوادالاخارا 1992
وقعت سلسلة من عشرة انفجارات في 22 أبريل 1992،وسط مدينة غوادالاخارا ثاني أكبر مدينة في جمهورية المكسيك . (ولاية خاليسكو). وانفجرت العديد من انابيب الغاز في شبكة الصرف الصحي . ودامت الحرائق على مدى أربع ساعات على طول 8 كيلومترات من الشوارع. كان شارع غانت الأكثر تضررا. وبحسب لويدز في لندن، فإن عدد القتلى المبلغ عنهم كان حوالي 252 شخصا على الرغم من أن الكثيرين يقدرون أن الكارثة تسببت بالفعل في وفاة ما لا يقل عن 1000 شخص. حوالي 500 إلى 600 شخص في عداد المفقودين، وأصيب ما يقرب من 500 شخص وجرح 000 15 شخص. وتتراوح الأضرار المالية المقدرة بين 300 مليون دولار وبليون دولار.

## التحقيق
قبل أربعة أيام من الانفجار، بدأ السكان يشكون من رائحة قوية تشبه الغازات القادمة من المجاري التي أصبحت تدريجيا أكثر نفاذية على مدار تلك الأيام. كانوا يعانون من أعراض مثل اللدغة في عيونهم والحلق. والغثيان. حتى أن بعض السكان وجدوا البنزين يخرج من أنابيب المياه. تم إرسال عمال المدينة للتحقق من المجاري ووجدوا مستويات عالية بشكل خطير من ابخرة البنزين. بيد ان عمدة المدينة لم يشعر انه من الضرورى اخلاء المدينة لانه شعر انه لا يوجد خطر وقوع انفجار.
أسفرت التحريات عن التوصل إلى مسببين أساسيين للحادث؛
- أنشئت مواسير مياه مصنوعة من الحديد المغلفن بالخارصين أقرب مما ينبغي من خط مواسير ينقل وقود السيارات. ثم سبّبت رطوبة التربة تفاعلا كهرليا بين تلك المواد، كما يحصل داخل بطارية الخارصين والكربون. ومع تقدم التفاعل، تآكل خط المواسير، وانثقب، فتسرب الوقود في التربة، ودخل في مجاري الصرف الصحي.
- أعيد إنشاء خط المجاري في هيئة قنطرة، لإتاحة المجال لخط سكة حديد خفيفة (مترو مدينة المكسيك [الإسبانية]). فبدل المبدأ المعتاد لإنشاء خطوط المجاري، أي الانحدار التدريجي، وُضعت سحارة مقلوبة لدفع الموائع ضد قوة الجاذبية. ولكن ظهر أن التصميم كان معيوبا، فرغم جريان السوائل خلال تلك التركيبة، إلا أن الأبخرة لم تعبرها، فتراكمت قبلها.

## الروابط الخارجية
- وثائقي قصير - فيديو عن كارثة انفجارات المكسيك 1992
- وثائقي طويل - فيديو عن كارثة انفجارات المكسيك 1992